# Noel Bailie
Noel Bailie MBE (* 23. Februar 1971 in Lisburn) ist ein nordirischer Fußballspieler. Ab der Spielzeit 1989/90 stand der Defensivspezialist beim nordirischen Erstligisten Linfield FC unter Vertrag. Nach der Saison 2010/11 beendete er seine Laufbahn als Fußballspieler.

## Karriere
Als Jugendlicher kam Bailie 1986 vom Hillsborough Boys’ Club in die Nachwuchsabteilung des Linfield FC. In der Rückrunde der Spielzeit 1988/89 kam er zu seinem Debüt im Männerbereich. Im Alter von damals 17 Jahren kam er im Pokalspiel am 30. März 1989 zu seinem ersten Profieinsatz. Seither spielt er ununterbrochen für Linfield. In den kommenden Jahren gewann er zahlreiche Titel für seinen Stammverein und stieg nicht nur zum Leistungsträger, sondern auch zum Kapitän des Teams auf. 1993 hielt er erstmals den Meisterschaftspokal der IFA Premiership in den Händen. Damals spielte er noch mit David Jeffrey, der 1997 sein Trainer wurde. Bis heute kamen in Bailies Titelsammlung weitere acht Meisterschaften und sieben Erfolge im Irish Cup hinzu. 1994 wurde er zudem zum Ulster Footballer of the Year gewählt.
Am 24. April 2010 absolvierte er sein 1000. Pflichtspiel für Linfield.
Im Juni 2013 wurde er für seine Verdienste um den nordirischen Fußball von Königin Elisabeth II. mit dem MBE ausgezeichnet.

## Erfolge
- IFA Premiership mit Linfield FC: 1993, 1994, 2000, 2001, 2004, 2006, 2007, 2008, 2010
- Irish Cup mit Linfield FC: 1994, 1995, 2002, 2006, 2007, 2008, 2010
- Ulster Footballer of the Year: 1994